# 矢澤修次郎
矢澤 修次郎（やざわ しゅうじろう、1942年11月29日 - ）は、日本の社会学者。成城大学名誉教授、一橋大学名誉教授。元日本社会学会会長。反省社会学専攻。

## 略歴
- 1966年 東京大学文学部社会学科卒業
- 1972年 東京大学大学院社会科学研究科社会学専攻博士課程満期退学
- 1972年 津田塾大学学芸学部国際関係学科助教授
- 1978年 法政大学社会学部助教授
- 1982年 法政大学社会学部教授
- 1985年 一橋大学社会学部教授
- 2005年 一橋大学定年退職、一橋大学名誉教授、成城大学社会イノベーション学部教授
- 2009年 日本社会学会会長（-2012年）
- 2013年 成城大学退職、成城大学名誉教授、成城大学グローカル研究センター研究員[1]

## 指導学生
指導学生に新原道信（中央大学教授）、磯智明（NHKプロデューサー）など。

## 主な著書
- 『現代アメリカ社会学史研究』（東京大学出版会、1984年）
- 『アメリカ知識人の思想 - ニューヨーク社会学者の群像』（東京大学出版会、1996年）

## 共著
- 『アメリカ研究大学・大学院- 大学と社会の社会学的研究』（東信堂、2006年）

## 編著
- 『講座社会学１５ 社会運動』（東京大学出版会、2004年）
- （玉水俊哲）『社会学のよろこび ― 生活のなかから考える』（八千代出版、1999年）
- （庄司興吉）『知とモダニティの社会学』（東京大学出版会、1994年）
- （岩崎信彦）『都市社会運動』(自治体問題研究社、1994年)
- （古城利明）『現代社会論 』（有斐閣、1993、2004）
- （庄司興吉・武川正吾）『リーディングス・日本の社会学17 体制と変動』（東京大学出版会、1988年）
- （森博）『官僚制の支配』（有斐閣、1981年）

## 翻訳
- マニュエル・カステル「インターネットの銀河系 ― ネット時代のビジネスと社会」（東信堂、2009年）
- ヨハン・ガルトゥング『グローバル化と知的様式 ― 社会科学方法論についての七つのエッセ－』（東信堂、2004年）
- アラン・スウィンジウッド『現代資本制社会はマルクスを超えたか』（井上孝夫共訳、東信堂、1993年）
- スタニスラフ・アンドレスキー「社会科学の神話 ― 通説に“ごまかされない”ための１８章」（日本経済新聞社、1983年）
- テオドール・アドルノ『権威主義的パーソナリティ』（青木書店、1980年）
- アーヴィン・グールドナー『社会学の再生を求めて』（新曜社、1978年）
- シーモア・リップセット「現代政治学の基礎」（東京大学出版会、1973年）
- タルコット・パーソンズ 『社会類型』（至誠堂、1971年）

## 学会活動等
- 1994年 国際社会学会理事（-2002年）
- 2009年 日本社会学会会長（-2012年）